# Enric Vallès

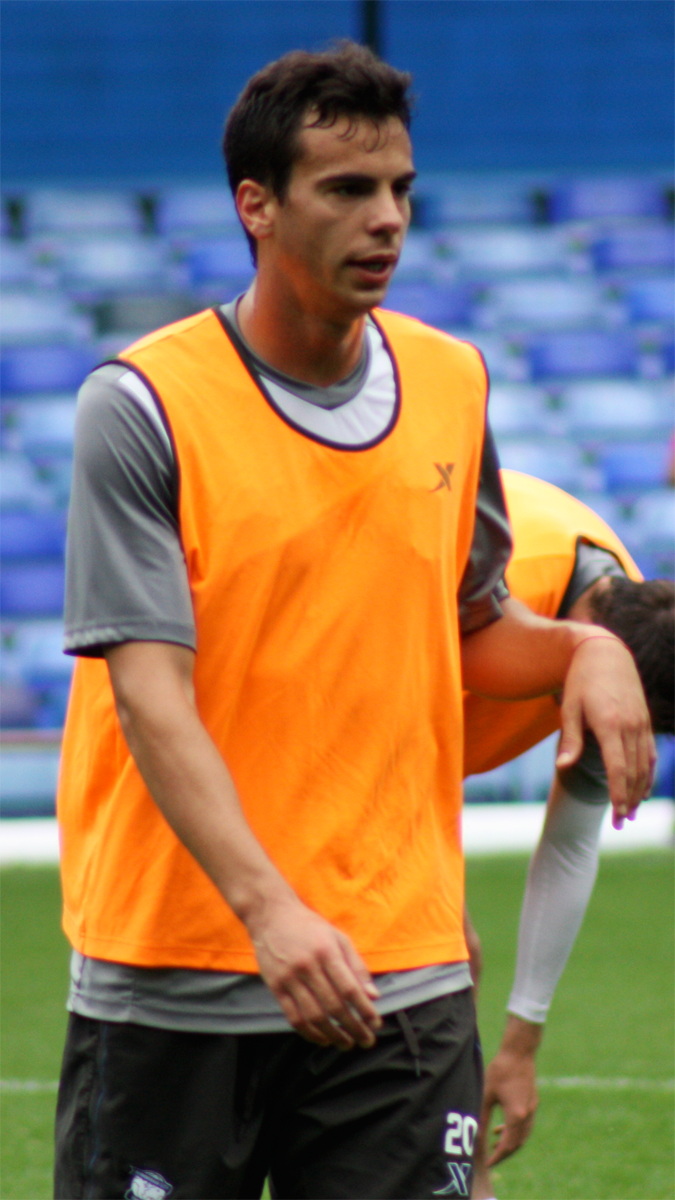
Vallès bij Birmingham City in 2011

Enric Vallès Prat (Puig-reig, Barcelona, 1 maart 1990) is een Spaans voetballer die als middenvelder speelt.
Vallès speelde negen seizoenen in de jeugdopleiding van FC Barcelona. In het seizoen 2007/2008 werd hij met de Juvenil B kampioen van de regionale groep van de Liga Nacional Juvenil. Vallès scoorde in de kampioenswedstrijd tegen CF Reus Deportiu uit een strafschop. Bovendien speelde de middenvelder dat seizoen ook mee met de Juvenil A, het hoogste jeugdelftal van FC Barcelona, waarmee hij de finale van de Copa del Rey Juvenil haalde.
In de zomer van 2008 werd Vallès gecontracteerd door NAC Breda. Hij maakte zijn officiële debuut op 24 september 2008 in de KNVB beker-wedstrijd tegen GVVV als invaller voor Patrick Zwaanswijk. Op 20 december 2008 speelde Vallès zijn eerste wedstrijd in de Eredivisie, toen hij als vervanger van Donny Gorter in het veld kwam tegen Vitesse. Hij kwam tot vier wedstrijden voor NAC. Na zijn passage (2010-2012) bij Birmingham City in Engeland zonder wedstrijden in het eerste team, keerde hij terug naar Catalonië. In het seizoen 2012/13 speelde hij voor UE Olot en sindsdien bij UE Cornellà.